# Ice Age (band)
Ice Age is een Zweedse thrashmetalband uit Göteborg, die in 1985 onder de naam Rock Solid werd opgericht, in 1990 werd opgeheven en sinds 2014 weer actief is. Het is een van de weinige metalbands die voor het grootste deel van zijn bestaan een compleet vrouwelijke bezetting had.

## Geschiedenis
De band werd op 14 januari 1985 opgericht door Sabrina Kihlstrand (gitaar, zang) en Pia Nyström (gitaar), welke ook de belangrijkste componisten van de band zijn (gezamenlijk de muziek en Nyström de teksten). Beide dames leerden elkaar kennen via een advertentie in een muziekwinkel. De band werd gecompleteerd door Sabrina's zus Helena Kihlstrand op de basgitaar en Tina Strömberg achter het drumstel. De eerste demo werd opgenomen in 1985 onder de naam Rock Solid waarna de band al snel hun naam omdoopte tot Ice Age, een naam die beter aansloot bij de winters in het gebied van herkomst. In oktober 1986 verliet Helena Kihlstrand de groep en werd vervangen door Viktoria "Vicki" Larsson. Het geluid van de band werd geleidelijk aan rauwer en trok meer richting de thrashstijl van Megadeth en Metallica. Met deze line-up werd in mei 1987 de demo General Alert opgenomen. Deze kreeg het jaar erop een titelloze opvolger. De band trad in verschillende landen op en stond op diverse festivals, onder meer op het Open Air Lamone in Zwitserland. Ook was ze te zien in de Marquee in London. In 1989 volgde de demo Instant Justice, waarvan ongeveer 1200 exemplaren werden verkocht. In december van dat jaar moest een tour door Groot-Brittannië afgezegd worden omdat Tina Strömberg bij een incident in een Göteborgse nachtclub haar kaak gebroken had. Door die demo werd Kim Fowley zich bewust van de band en werd hun manager. Omdat hij zich meer bemoeide met de uitstraling van de band en het uiterlijk van de bandleden dan met de muziek, stapten ze al snel over naar Dave Maile. Er volgde een korte tour met Candlemass, een tour door Europa. De band was vertegenwoordigd in bladen als de Kerrang! en Metal Hammer. In Nederland trad Ice Age onder andere op met Defender. Tijdens deze tour in 1989 verliet Sabrina Kihlstrand de band vanwege problemen met het management. Als vervanging werden drie maanden later de Italiaanse gitariste Isabella Fronzoni en de Amerikaanse zangeres Debbie Gunn aangetrokken. Ook Larsson verliet Ice Age, maar keerde na een korte tijd toch weer terug. Er werd een video opgenomen van het nummer Instant Justice dat bij Headbanger's Ball op MTV te zien was. Er volgde weer een tour die begon in Groot-Brittannië en vervolgens door Nederland en Denemarken ging. Door interne- en managementproblemen verliet twee derde van de bezitting de groep. Deze bezetting heeft dus maar zes maanden bestaan. Nadat de Zweedse Johanna Holmstedt kortstondig de basgitaar had overgenomen, werd deze positie in januari 1990 door de Amerikaanse Tammi Chiavarini opgevuld. Fronzoni werd opgevolgd door Lisa Decovolo uit New Jersey. Hoewel de band bij AVM Records onder contract stond en er al drie nummers voor het geplande album klaar waren, lukte het niet een album uit te brengen wat resulteerde in het ontbinden van de band in het voorjaar van 1990. Een deel van de reden was dat de Amerikaanse tak van de band New York als thuisbasis wilde. De manager probeerde ondertussen een album uit te brengen door de handtekeningen van de bandleden op het contract te vervalsen. Die uitgave kon gelukkig voorkomen worden. In 2009 heeft hij een tweede poging gedaan om Thrash Metal Fairy Story via het Nemesis International label illegaal te verspreiden, wat de juridische adviseur van de band grotendeels heeft weten te voorkomen. Slechts enkele exemplaren kwamen in omloop en niet lang daarna werden de nummers voor het merendeel kosteloos ter download aangeboden via internet. In de tijd na het uiteen vallen is de band echter nooit helemaal vergeten. Bijvoorbeeld, het concert van The Big Four (Metallica, Megadeth, Anthrax en Slayer) in het Ullevi Stadion in Göteborg, die nationaal op de Zweedse televisie werd uitgezonden, werd toegewijd aan de band Ice Age.
In 2014 kwam de band weer bij elkaar omdat ze een aanbod hadden aangenomen om in januari 2015 op het Götenborgse Sound Festival op te treden. Die bezetting bestond uit Sabrina Kihlstrand, Viktoria Larsson, gitariste Mio Jäger en Drummer André Holmqvist. Nyström was niet van de partij omdat zij geen behoefte had aan een reünie en Strömberg woonde te ver van de band vandaan en had daarnaast niet voldoende tijd om met de band te oefenen. De leden kende Holmqvist aangezien hij de vriend van Larsson is en Jäger speelde in de band Frantic Amber. In dat zelfde jaar was Ice Age te zien op het Muscle Rock Festival in Blädinge. Daar leerde ze Linnea Landstedt kennen die in een van de daar optredende bands speelde. Landstedt, die al lang een fan van Ice Age was en alle nummers kon spelen, verving Mio Jäger als gitariste. In de eerste helft van 2017 verscheen de video van het titelnummer van het album Breaking The Ice dat in oktober 2017 zal verschijnen. De helft van het album zal bestaan uit opnieuw bewerkte en opgenomen oude nummers. In augustus 2017 kondigde Ice Age op hun facebook pagina aan dat fans een pre-order konden plaatsen voor het album. Hiervoor kreeg men een T-shirt, de cd Breaking The Ice en ook de vinylversie van het album op blauw vinyl. Tevens zouden ze het pakket een paar weken voor de officiële uitgiftedatum ontvangen.

## Stijl
Volgens Janne Stark in The Heaviest Encyclopedia of Swedish Hard Rock and Heavy Metal Ever! is Rock Solid sterk beïnvloed door Iron Maiden, Rush en Queensrÿche. Naarmate de groep sterker richting de melodieuze thrashmetal begon te bewegen, werd de naam omgezet in Ice Age. Joel McIver schreef in zijn boek Extreme Metal II dat de band technisch geavanceerde thrashmetal speelt waardoor het in de late jaren '80 van de twintigste eeuw ze de vrouwelijke Megadeth werden genoemd. Ook de website thethrashmetalguide.com beschreef de band als melodieuze thrashmetal. De stijl is vergelijkbaar met andere bands in dit genre, zoals Meanstreak en Original Sin. Volgens Stefan Glas van Rock Hard speelt de band een mix van speed en thrash, waarmee hij de band bestempeld als de vrouwelijke Metallica.

## Discografie
als Rock Solid
- 1986: Rock Solid (demo, eigen beheer)

als Ice Age
- 1987: General Alert (demo, eigen beheer)
- 1988: Demo '88 (demo, eigen beheer)
- 1989: Instant Justice (demo, eigen beheer)
- 2017: Breaking The Ice (CD, GMR Music Group)[1]